# 並木心
並木 心（なみき しん、1944年（昭和19年）8月7日 - ）は、日本の政治家。元東京都羽村市長（5期）、元東京都市長会会長（1期）。

## 来歴
東京都西多摩郡西多摩村（羽村町を経て、現・羽村市）に生まれる。父親は衆議院議員を務めた並木芳雄。東京都立立川高等学校を経て、日本社会事業大学社会福祉学部児童福祉学科卒業。
1968年（昭和43年）4月、東京家庭裁判所調査官となる。1990年（平成2年）6月、元青梅市長で自由民主党の衆議院議員石川要三の私設秘書となる。
1991年（平成3年）5月、羽村町議会議員に就任。同年11月1日、羽村町は市制施行し羽村市となり、羽村市議となる。
2001年（平成13年）4月22日に行われた羽村市長選挙に自民党・民主党・公明党の推薦を受けて出馬し初当選。4月26日、市長に就任。2017年（平成29年）、無投票で5期目の当選。
2015年（平成27年）5月1日、東京都市長会会長に就任。
2021年（令和3年）3月28日の羽村市長選挙に立憲民主党の推薦を受けて立候補するも、元羽村市議会議員の橋本弘山に敗れ落選。2022年、旭日中綬章受章。